# Englische Ansage
Englische Ansage (auch Die englische Inhaltsangabe oder nur Inhaltsangabe) ist ein Ein-Personen-Sketch des deutschen Humoristen Loriot. In ihm fasst eine Fernsehansagerin die Handlung einer englischen Krimiserie zusammen, scheitert aber an den schwierigen englischen Personen- und Ortsnamen.
Gezeigt wurde der Sketch zum ersten Mal im November 1977 in der vierten Folge der Sendereihe Loriot. Die Rolle der Ansagerin hatte Evelyn Hamann. Eine Textfassung erschien erstmals 1981 und wurde seitdem in mehrere Sammelbände Loriots aufgenommen.

## Handlung

Übersicht über die handelnden Personen des Fernsehkrimis Die zwei Cousinen

Der Sketch zeigt eine Fernsehansagerin, die die achte Folge des 16-teiligen englischen Fernsehkrimis Die zwei Cousinen ankündigt. Vorher will sie aber noch die Handlung der ersten sieben Folgen zusammenfassen. Die absurde und mit zahlreichen Nebensächlichkeiten gespickte Inhaltsangabe ist geprägt von komplizierten englischen Personen- und Ortsnamen. Neben den titelgebenden Cousinen Priscilla und Gwyneth Molesworth treten unter anderem Lord und Lady Hesketh-Fortescue und Lord Molesworth-Houghton auf; als Handlungsorte werden zum Beispiel Middle Fritham, Nether Addlethorpe sowie North Cothelstone Hall, der Landsitz der Hesketh-Fortescues, genannt. Die Ansagerin versucht, die Namen möglichst genau auszusprechen. Im Laufe der Ansage vermischt sie aber zunehmend englische Phoneme mit deutschen Wörtern; so ersetzt sie beispielsweise mit dem th-Laut wahlweise ein „s“ („Schlipth“ statt „Schlips“), ein „ts“ („nachth“ statt „nachts“), ein „z“ („aufthuthuchen“ statt „aufzusuchen“) oder ein „t“ („triffth“ statt „trifft“). Trotz dieser und weiterer Fehler setzt die Ansagerin ihren Vortrag fort, stottert dabei aber immer mehr und wird immer verzweifelter, bis sie ihn dann doch abbricht.

## Produktion und Veröffentlichung
In Vorbereitung auf den Sketch kontaktierte Loriot den Briten Timothy Moores, mit dem er in seiner ersten Sendereihe Cartoon und der Einzelsendung Loriots Telecabinet zusammengearbeitet hatte. Von ihm ließ er sich eine Liste von englischen Personen- und Ortsnamen zusammenstellen, bei denen „th“ und „s“ nah beieinander liegen. Aus diesen Namen baute er dann die Inhaltsangabe des Fernsehkrimis. Evelyn Hamann, die die Rolle der Fernsehansagerin übernahm, konnte während der Aufnahme den Text ablesen. Sie hatte ihn aber, wie für sie üblich, schon auswendig gelernt.

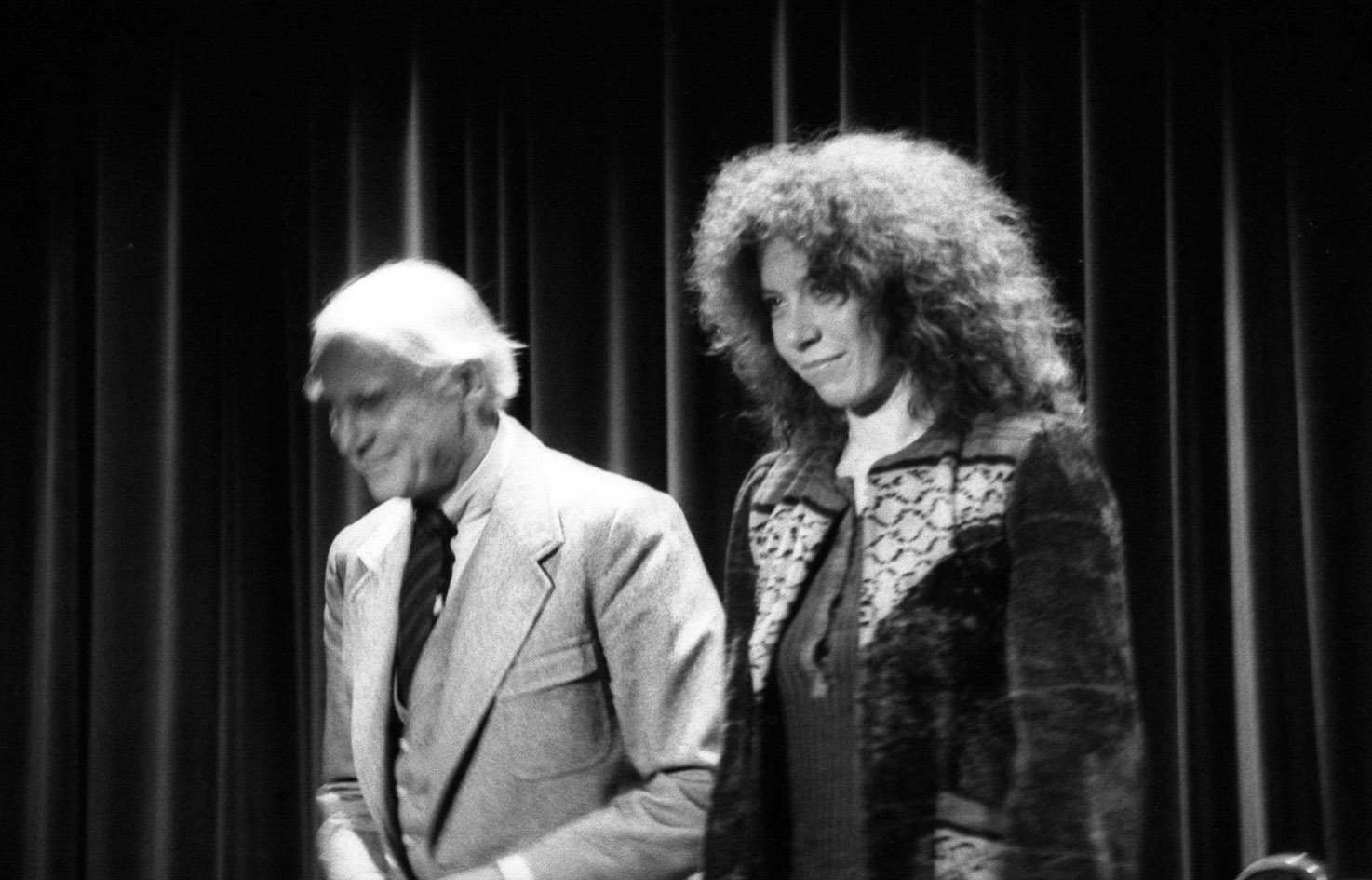
Loriot und Evelyn Hamann während einer Lesung aus Loriots Dramatische Werke, Anfang der 1980er Jahre

Der Sketch wurde in der vierten Folge der von Radio Bremen produzierten Fernsehreihe Loriot gezeigt, die erstmals am 7. November 1977 in der ARD ausgestrahlt wurde. In dieser Sendung sind vier Teile des Sketches zu sehen. Im ersten Teil verspricht sich die Ansagerin bereits im ersten Satz der Inhaltsangabe und bricht daraufhin ab. Der auf seinem grünen Sofa sitzende Loriot meint daraufhin, dass man wohl noch auf die achte Folge des Kriminalspiels verzichten müsse. Der zweite Teil des Sketches hat eine Länge von über zwei Minuten. Hier werden während der Inhaltsangabe mehrfach Schwarzweißfotos eingeblendet, die die Handlung illustrieren sollen. Nachdem die Ansagerin wieder scheitert, gibt Loriot erneut einen kurzen Kommentar dazu ab. Im dritten, kurzen Teil versucht die Ansagerin verzweifelt, die Inhaltsangabe an der Stelle fortzusetzen, an der sie diese im zweiten Teil abgebrochen hatte, scheitert jedoch wieder. Der vierte und letzte Teil des Sketches ist nach dem Abspann der Folge zu sehen. Hier beginnt die Ansagerin ihren Beitrag nochmal von vorn, verspricht sich aber bereits direkt am Anfang und schlägt daraufhin wütend mit der Faust auf den Tisch.
In der Sendung Loriots 60. Geburtstag aus dem November 1983 wurde der Sketch erneut gezeigt, allerdings in einer anderen Fassung. Sie entspricht vom Umfang etwa dem zweiten Teil aus Loriot, weicht in Details der Versprecher aber davon ab. Diese Fassung wurde 1984 auch in die VHS-Sammlung Loriots Vibliothek aufgenommen. Der Text dieser Version wurde 1981 im Sammelband Loriots Dramatische Werke veröffentlicht und ist Teil weiterer Publikationen Loriots.
In der Neuschnittfassung von Loriot aus dem Jahr 1997, die aus 14 Folgen besteht, ist die Englische Ansage Teil der neunten Folge mit dem Titel Ein Menü mit englischer Zunge, Kalbshaxe, Badewanne und Politik. Sie wurde am 17. Juni 1997 ausgestrahlt. Hier ist wieder die ursprünglich gezeigte Version mit den vier Teilen zu sehen, der letzte Teil wird diesmal jedoch vor dem Abspann gezeigt. Auch die beiden Kommentare Loriots aus dem Original sind in dieser Folge enthalten.
In der DVD-Sammlung Loriot – Die vollständige Fernseh-Edition ist die Englische Ansage insgesamt drei Mal vorhanden. Neben der Version aus Loriot IV ist als Extra auch die Version aus Loriots 60. Geburtstag enthalten. Außerdem ist der Sketch als Lesung von Evelyn Hamann zu sehen, die diese zusammen mit Loriot 1987 im Palast der Republik in Ost-Berlin veranstaltete.

## Einordnung und Interpretation
Der Sketch weist Ähnlichkeiten mit dem Sketch Parkgebühren auf. In beiden Sketchen scheitern die von Evelyn Hamann dargestellten Protagonistinnen an ihrer sprachlichen Unflexibilität und der Sprache, die ihnen durch ihren Beruf vorgegeben wird. Während die Fernsehansagerin aus der Englischen Ansage an der Aussprache von komplizierten englischen Namen verzweifelt, gelingt es der Politesse in Parkgebühren mit ihrem Amtsdeutsch nicht, sich verständlich auszudrücken. Die schauspielerische Leistung Hamanns in beiden Sketchen wurde dabei mehrfach als „brillant“ hervorgehoben.
Die Englische Ansage wird als Persiflage auf die Durbridge-Filme interpretiert, die in den 1960er Jahren in Westdeutschland zu Straßenfegern wurden. Die mehrteiligen Kriminalfilme nach Drehbüchern des englischen Schriftstellers Francis Durbridge zeichneten sich durch verworrene Inhalte aus, die vor Ausstrahlung der neuen Folge von einer Ansagerin zusammengefasst wurden.  Der Inhalt von Die zwei Cousinen bedient zudem das Klischee eines von adeligen Verhältnissen geprägten Englands.
Daneben kann der Sketch als Parodie auf die vermeintliche Weltläufigkeit und das Verhalten einiger Deutscher verstanden werden, die versuchen, englische Worte möglichst genau auszusprechen. Diesem Thema widmete sich Loriot später noch einmal in seinem zweiten Kinofilm Pappa ante portas, in dem der Protagonist Heinrich Lohse seiner Frau die englische statt der deutschen Fassung einer mehrsprachigen Bedienungsanleitung vorliest.

## Ausgaben (Auswahl)
Bildtonträger
- Loriots Vibliothek. Band 4: Die Steinlaus und andere Katastrophen in Film und Fernsehen. Warner Home Video, Hamburg 1984, VHS Nr. 4 (Fassung aus Loriots 60. Geburtstag).
- Loriot – Sein großes Sketch-Archiv. Warner Home Video, Hamburg 2001, DVD Nr. 3 (als Teil von Loriot 9).
- Loriot – Die vollständige Fernseh-Edition. Warner Home Video, Hamburg 2007, DVD Nr. 4 (als Teil von Loriot IV und als Extra in der Fassung aus Loriots 60. Geburtstag).
- Loriot – Die vollständige Fernseh-Edition. Warner Home Video, Hamburg 2007, DVD Nr. 5 (Lesung von Loriot und Evelyn Hamann).

Tonträger
- Loriots dramatische Werke. Ehe, Politik und andere Katastrophen. Deutsche Grammophon, Hamburg, 1981, Schallplatte.
- Loriot. Litera, Ost-Berlin, 1988, Schallplatte.
- Loriots Klassiker. Deutsche Grammophon, Hamburg, 1988, CD.
- Loriot – Dramatische Werke. Diogenes, Zürich, 2016, CD (gelesen von Stermann & Grissemann).

Bücher
- Loriots dramatische Werke. Diogenes, Zürich 1981, ISBN 3-257-01004-4, S. 300–303.
- Menschen, Tiere, Katastrophen. Reclam, Stuttgart 1992, ISBN 3-15-008820-8, S. 110–111.
- Das Frühstücksei. Diogenes, Zürich 2003, ISBN 3-257-02081-3, S. 280–281.
- Gesammelte Prosa. Diogenes, Zürich 2006, ISBN 3-257-06481-0, S. 356–358.